# Автогидроманипулятор
Автогидроманипулятор или грузовик с краном — грузовой автомобиль, оснащенный крановой установкой, которая размещена спереди (между кузовом и кабиной), сзади или непосредственно в кузове автомобиля, прицепа или полуприцепа (в этом случае установка перемещается вдоль кузова по направляющим).

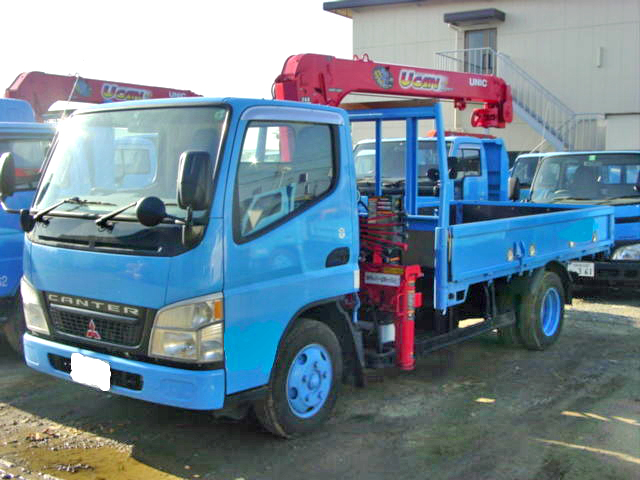

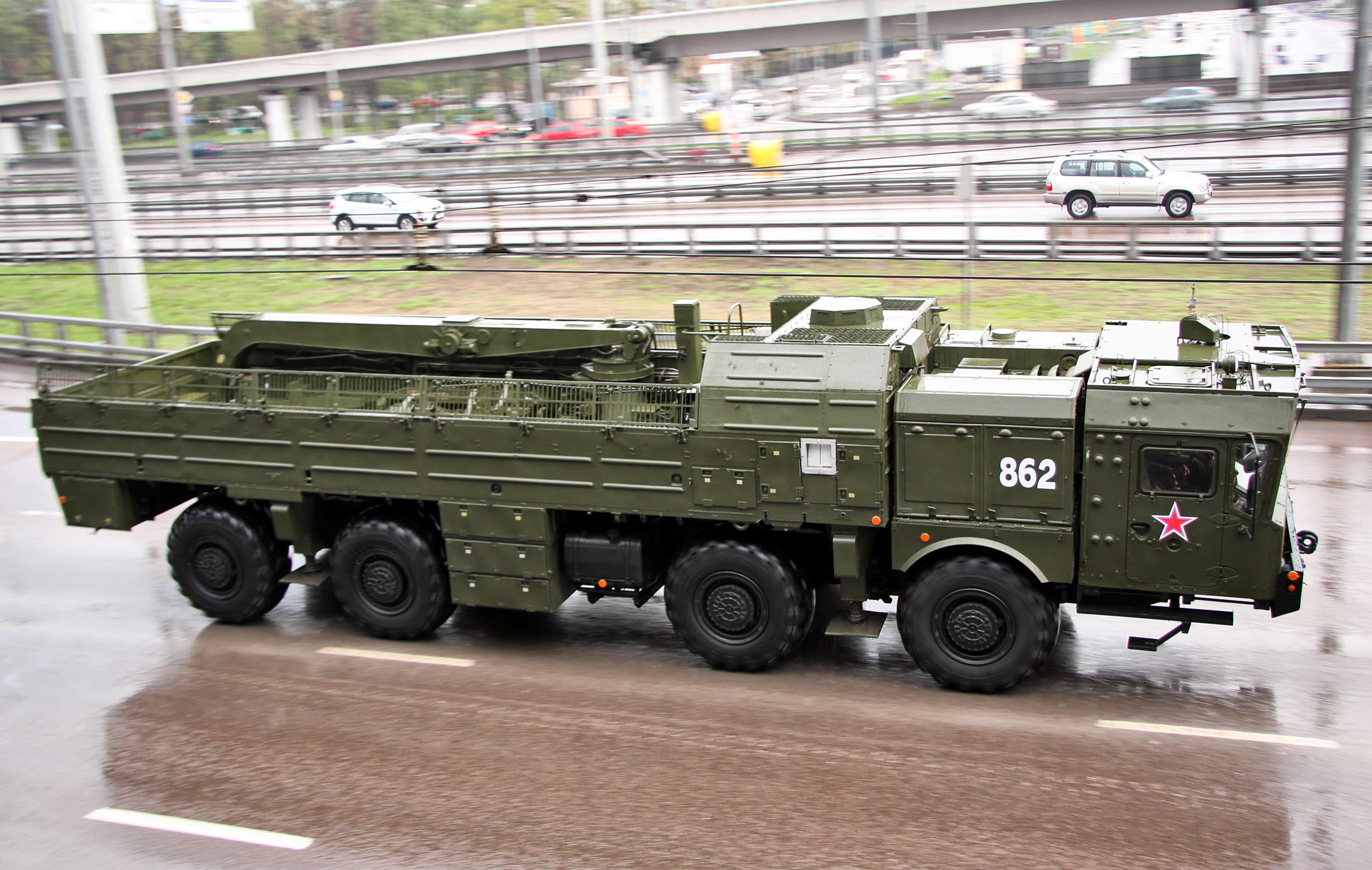
Транспортно-заряжающая машина комплекса «Искандер-М» с краном-манипулятором

Почти как и все изобретения, этот гибрид автомобиля и крана стали применять военные. 

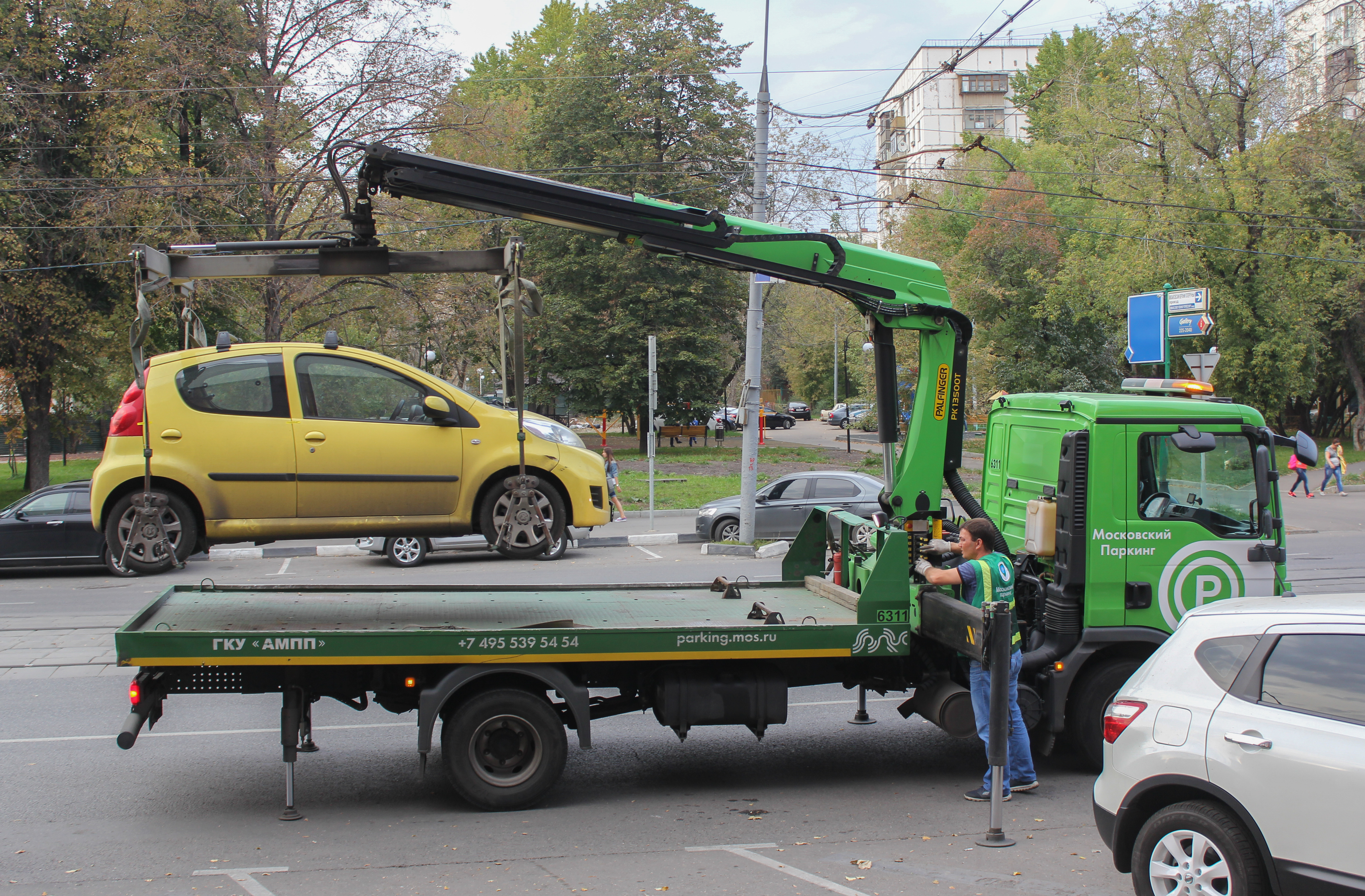
эвакуатор с краном за работой. Москва

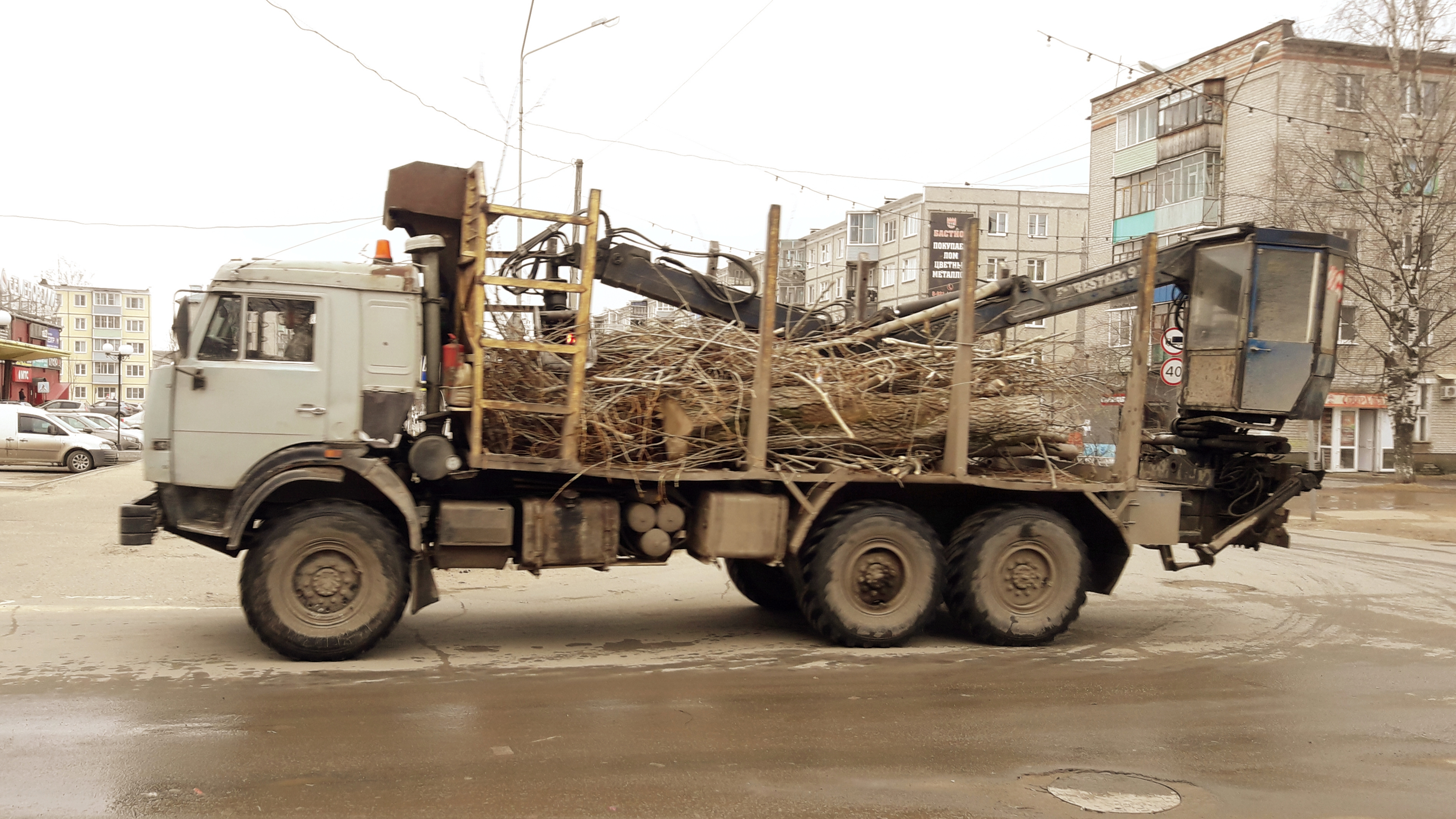
грузовик с краном (с кабиной управления)

Автогидроманипулятор значительно сокращает количество техники и рабочих, задействуемых в процессе погрузки, перевозки и разгрузки. Управление крановой установкой не требует специальной подготовки и навыков, то есть управлять ею может человек, занимающийся управлением и эксплуатацией автомобиля, на котором смонтирована крановая установка. Помимо этого, хотя установка крана-манипулятора незначительно снижает грузоподъемность и площадь грузовой платформы базового автомобиля, она существенно повышает производительность и экономическую эффективность, так как ликвидируются простои в ожидании погрузки-разгрузки, отсутствует необходимость оплачивать дополнительный грузоподъемный механизм, а также не требуется дополнительного пространства для его размещения в месте погрузки или разгрузки. Можно произвести точную установку и монтаж инженерных конструкций прямо с борта манипулятора.